# Puerto Rico Open 1992
Il Puerto Rico Open 1992 è stato un torneo di tennis giocato sul cemento. È stata la 10ª edizione del torneo, che fa parte della categoria Tier IV nell'ambito del WTA Tour 1992. Si è giocato a San Juan, in Porto Rico, dal 26 ottobre al 1º novembre 1992.

## Campionesse

### Singolare
Mary Pierce ha battuto in finale  Gigi Fernández con il punteggio di 6–1, 7–5

### Doppio
Amanda Coetzer /  Elna Reinach hanno battuto in finale  Gigi Fernández /  Kathy Rinaldi-Stunkel con il punteggio di 6–2, 4–6, 6–2